# MacBeth Sibaya
Ntuthuko Macbeth-Mao Sibaya (* 25. November 1977 in Durban) ist ein ehemaliger südafrikanischer Fußballspieler. Der Mittelfeldakteur nahm an der WM 2002 teil und gewann Meistertitel in Norwegen und Russland. 

## Vereinskarriere
Sibaya begann seine Profilaufbahn in der Saison 1998/99 beim ungarischen Erstligisten III. Kerületi TUE, den er aber nach dem Abstieg 1999 wieder verließ und in seine Heimat zurückkehrte, wo er sich Jomo Cosmos anschloss. Nach seiner Teilnahme an der WM 2002 wurde er vom norwegischen Spitzenklub Rosenborg Trondheim verpflichtet, für den er beim Gewinn der nationalen Meisterschaft zu vier Teileinsätzen kam. 
Im März 2003, noch vor Saisonbeginn, verließ Sibaya Rosenborg wieder und wechselte zum russischen Erstligaaufsteiger Rubin Kasan. Nach mehreren guten Ligaplatzierungen, die den Klub in den UEFA-Pokal und UI-Cup führten, gelang in der Saison 2008 mit der Meisterschaft der größte Erfolg der Vereinsgeschichte. Sibaya gehörte dabei, wie auch schon in der vorangegangenen Spielzeiten, im defensiven Mittelfeld zum Stammpersonal. Nachdem er 2010 nur noch sporadisch eingesetzt worden war, kehrte er Anfang 2011 nach Südafrika zurück und unterschrieb einen Vertrag bei den Moroka Swallows.

## Nationalmannschaft
Sibaya debütierte am 25. Februar 2001 in einem WM-Qualifikationsspiel gegen Malawi unter Carlos Queiroz in der südafrikanischen Nationalelf. 2002 und 2004 gehörte er zum Aufgebot bei der Afrikameisterschaft, kam beim Viertelfinalaus 2002 zu einem Kurzeinsatz, 2004 blieb er ohne Spielzeit. 
Im Sommer 2002 nominierte ihn Jomo Sono, der zugleich auch sein Trainer bei Jomo Cosmos war, für die Weltmeisterschaft in Japan und Südkorea. Er spielte gemeinsam mit Teboho Mokoena im defensiven Mittelfeld der Bafana Bafana und war laut Technischem Bericht einer der herausragenden Spieler seiner Mannschaft, konnte das Vorrundenaus aber nicht verhindern.
Im Jahr 2010, wurde er für den Kader der Fußball-WM im eigenen Land nominiert. In den ersten zwei Gruppenspielen kam er nicht zum Einsatz. Im letzten Gruppenspiel, dem 2:1-Sieg über Frankreich, spielte er die ganze Spielzeit durch. Jedoch konnte dieser Sieg nicht das Vorrundenaus verhindern.

## Erfolge
- Norwegischer Meister: 2002
- Russischer Meister: 2008, 2009
- Teilnahme an der WM 2002 (3 Einsätze)
- Vereinsrekordhalter mit (138) Einsätzen für Rubin Kasan